# Liam Cunningham
Liam Cunningham (East Wall, 1961. június 2. –) ír színész. Legismertebb szerepe Davos Seaworth a Trónok harca sorozatból.
A The Irish Times 2020-as "Írország legjobb színészei" listáján a harminchatodik helyre került.

## Élete
Dublin East Wall nevű városrészében született. Nyugat-Kilmore-ban nőtt fel. Három nővére van és egy testvére. 15 éves korában kilépett az iskolából és technikus karrierbe kezdett. A nyolcvanas években Zimbabwébe költözött, és egy szafariparkban volt technikus, illetve zimbabwei technikusokat képzett. Miután visszatért Írországba, megunta a technikusi karriert és elhatározta, hogy színészként folytatja. Eleinte a helyi színházakban lépett fel. Szerepelt a Studs című színdarabban is

## Magánélete
Dublinban él feleségével, Colette-tel. Három gyermekük van: Ellen, Liam Jr. és Sean.